# アニマルリゾート 動物園をつくろう!!
『アニマルリゾート 動物園をつくろう!!』（アニマルリゾート どうぶつえんをつくろう）は、マーベラスエンターテイメントから2011年5月19日に発売されたニンテンドー3DS用ゲームソフト。同年10月25日にはアメリカ、同年11月11日にはヨーロッパでそれぞれ発売された。

## 概要
3Dで描かれた動物たちとコミュニケーションを取りながら動物園を盛り上げていくシミュレーションゲーム。

動物は100種類以上登場し、ケナガマンモス、クアッガ、ドードーなどの絶滅種も登場する。